# Флеш (комікси)
The Flash (укр. Флеш) — триваюча лінійка коміксів за участю однойменного супергероя DC Comics. Першим втіленням персонажа був Джей Ґаррік, який з'явився у Flash Comics #1. Після того, як Баррі Аллен став Флешем, він взяв на себе нумерацію Flash Comics коміксів, а минула серія була перейменована у The Flash.
Хоча The Flash є основою серією DC Comics, проте серія була декілька разів скасована і перезавантажена. Перша серія з участю Баррі Аллена була скасована у випуску #350, через смерть персонажа, у результаті подій Crisis on Infinite Earths. Коли Воллі Вест змінив Аллена як Флеша, нова серія почалася з нової нумерації у червні 1987 року. Ця серія була ненадовго скасована у 2006 році після Infinite Crisis, але була перезапущена з первісної нумерацією у 2007 році, проте знову була скасована у 2008 році після повернення Баррі Аллена в Final Crisis і The Flash: Rebirth. Серія була відроджена, та отримала третій том від письменника Джефа Джонса та художника Френсіса Манапула після завершення події в 2010 році під назвою Blackest Night. 
Четвертий том був запущений у 2011 році в рамках The New 52. 
П'ятий том розпочався у 2016 році в рамках DC Rebirth.

## Історія

### Серія №1

#### 1959–1985
Volume 1 розпочався з Баррі Аллена у ролі Флеша, серія взяла на себе нумерацію початкової серії «Flash Comics» з випуском #105 (березень 1959 року), написаним Джоном Брумом і намальованим Карміні Інфантіно. Історик коміксів Ліс Деніелс зазначив, що «The Flash» була модернізованою версією багатьох речей, які були раніше, але зроблені з такою обережністю і чуттям, що персонаж здавався новим для нових поколінь шанувальників. Співпраця Брума і Інфантіно призвело до появи декількох суперлиходіїв, багато з яких стали частиною Вигнанців. Дзеркальний майстер вперше з'явився у випуску #15, а в наступному випуску дебютували: Горила Ґродд і Пієд Пайпер. Капітан Бумеранг вперше кинув виклик Флешу у випуску #117 (грудень 1960 року), а лиходія 64-го століття Абра Кадабру представили у випуску #128 (травень 1962 року). Ще один лиходій з майбутнього - Професор Зум - вперше з'явився у випуску #139 (вересень 1963).
Кід Флеш та Тягуча-людина були відповідно представлені у випусках #110 і 112 як нові союзники Флеша. Одним з найбільш важливих випусків цієї епохи був #123 (вересень 1961 року), у якому фігурувала історія під назвою «Flash of Two Worlds» (укр. Спалах двох світів). У ньому Аллен зустрічає свого попередника Джея Ґарріка, коли Баррі випадково перенісся у паралельний всесвіт, де існував Ґаррік. У цій попередній послідовності Ґаррік і інші персонажі Золотого століття існували тільки як персонажі альтернативного  всесвіту тодішніх коміксів DC. Це призвело до появи нової концепції на стадії формування того, що стане всесвітом DC, і саме це породило теперішню концептуалізацію, в яка представляє "мультивсесвіт."
Баррі Аллен одружився зі своєю давньою коханою Айріс Вест у випуску #165 (листопад 1966). Останнім випуском Інфантіно став #174 (листопад 1967), у наступному випуску Росс Андру став новим художником серії, а також показав другу гонку між Флешем і Суперменом, двома персонажами, відомими своїми надшвидкісними здібностями.
У серії представлені метафізичні історії з участю творців коміксів, які з'являються у пригодах Флеша, таких як «Flash — Fact Or Fiction» (укр. Флеш — Вигадка чи міф) у випуску #179, в якому Флеш виявляється на "Earth Prime". Він зв'язується з "єдиною людиною на Землі, яка може повірити у його фантастичну історію і дати йому гроші, які йому потрібні. Редактор цього коміксу про Флеша!" Джуліус Шварц допомагає Флешу побудувати космічну бігову доріжку, щоб він міг повернутися додому. Кілька років по тому, давній письменник серії Кері Бейтс вписав себе в історію у випуску #228. Через чотири місяці після відміни своєї власної серії, Зелений Ліхтар почав з'являтися у серії The Flash #217 (серпень-вересень 1972) і з'явився в більшості випусків починаючи з The Flash #246 (січень 1977), поки його власна, сольна, серія не була продовжена. Шварц, який редагував серії з 1959 року, покинув серію з випуском #269 (січень 1979 року).
Бейтс написав The Flash #275 (липень 1979), де дружина головного героя, Айріс Вест Аллен була убита. Дон Гек став художником серії з номером #280 (грудень 1979) і малював її до #295 (березень 1981). The Flash #300 (серпень 1981) був у форматі доларових коміксів і показав історію Бейтса і Інфантіно. Доктора Фейта показали у сюжеті серії який тривав з випуску The Flash #306 (лютий 1982) до #313 (вересень 1982) написані Мартіном Паско і Стівом Ґербером та намальована Кітом Ґіффеном. У середині 1980-их роках у серії відбулася велика зміна. Флеш ненавмисно вбиває вбивцю своєї дружини - Зворотнього Флеша - у The Flash #324 (серпень 1983). Це призвело до широкої сюжетної лінії під назвою «The Trial of the Flash» (укр. Випробування Флеша), у якій герой зіткнувся з наслідками своїх дій. Бейтс став редактором, а також автором серії The Flash в цей час і курирував нею до її ж скасування у 1985 році. 2011 року, сюжет The Trial of the Flash був зібраний у томі серії, під назвою Showcase Presents.
Незадовго до смерті Баррі Аллена під час «Crisis on Infinite Earths», серія була скасована з випуском #350 (жовтень 1985). В останньому випуску Crisis on Infinite Earths, Воллі Вест, раніше знаний як помічник Аллена - Кід Флеш, заявив про свій намір взяти мантію свого дядька і стати новим Флешем.

### Серія №2

#### 1987–2006
Через те що, Воллі Вест став головним героєм серії, Флеш переважно працював у Кейсоунт Сіті. Друга серія була запущена письменником Майком Бароном і художником Джексоном Ґисом у червні 1987 року. З довго забігу, особливо письменнів Марк Вейда і Джеффа Джонса, другий том направив серії у іншому напрямку, включаючи замість Баррі Аллена, новго головного героя Воллі Веста, який був більш збитковим. Цей Флеш не міг постійно підтримувати свою супер-швидкість через сівій гіперметаболізм і споживання гігантську кількість їжі, щоб продовжувати працювати на максимальній швидкості. Це метаболічне обмеження пізніше буде адаптовано персонажу Баррі Аллена у телевізійного серіалу «Флеш» (1990-91 років), а також у новому серіалі з тією ж назвою «Флеш», який дебютував у 2014 році, хоча у цьому - проблема було не така важлива.
Перебування Марка Вейда у серії в 1990-х роках повернуло традиційніші аспекти Флеша з епохи Баррі Аллена: реформувавши Вигнанців, деякі з яких були новими втіленнями старих персонажів, що принесло більше науково-фантастичний/фентезійний аспект у серії, який був втрачений у серії Флеш з моменту відходу Аллена. Вейд зробив Воллі Веста набагато могутнішим, намагаючись вивести його з тіні Баррі Аллена і Джея Ґарріка. Вейд і художник Майк Вієрінґо вписали персонажа Імпульс у випуску #92 (липень 1994 року). Воллі Вест одружився з Ліндою Парк у номері #142 (жовтень 1998 року).
Коли сценарист Джефф Джонс вступив у творчу команду серії з випуском #164 (вересень 2000 року), він переорієнтував персонажа на деякі аспекти Срібного століття, Витративши окремі проблеми на побудову психології різних шахраїв. Джонс створив персонажа Зум, третій із Зворотніх флешів, і конкретизував набір персонажів Кейсон Сіті у спробі зробити його унікальним у порівнянні з іншими вигаданими містами DC, такими як Метрополіс або Ґотем-Сіті.

#### 2007-2009
Після події «One Year Later» і зникнення Воллі Веста у «Infinite Crisis», DC скасувала серію Flash (Vol. 2) з випуском #230 (березень 2006) на користь нової серії, в головній ролі Барта Аллена як Флеша. Нова серія під назвою The Flash: the Fastest Man Alive, випустила усього 13 випусків і закінчилася смертю Барта. Марк Вейд коротко повернувся до серії у 2007 році, коли серія відновилася з #231, щоб повернути Воллі Веста, але була знову скасована у випуску #247 наприкінці 2008 року з поверненням Баррі Аллена через події у серії Final Crisis. Прийшовши з серії Final Crisis, сценарист Джефф Джонс і художник Ітан Ван Сківер створили «Flash: Rebirth» - міні-серію з 6 випусків, у якій Баррі Аллен повернувся до ролі іконної персонажа всесвіту DC. Баррі Аллен також є невід'ємним персонажем в у кросовер-події «Blackest Night» і мав однойменну обмежену серію, прив'язану до головної події.

### Серія №4

#### The New 52
У вересні 2011 року The New 52 перезавантажило послідовність DC. У цій новій часовій лінії DC Comics відновило серію The Flash з випуском #1, з сценарієм та малюнком від Френсіса Манапуля та Браяна Буччеллато. Як і усі серії, пов'язані з перезапуском DC, Баррі Аллен, з виду, приблизно на п'ять років молодше попереднього втілення персонажа. Супергерої в цілому з'явилися лише за останні п'ять років і розглядаються в кращому випадку з підозрою, а в гіршому - з відвертою ворожістю. У цій новій послідовності, шлюбу Баррі з Айріс Вест не було, замість цього він перебуває у відносинах з давньою співробітницею Петті Співот. У цій новій серії, Флеш все глибше пізнає Силу швидкості, збільшуючи свої розумові здібності, проте все ще намагається повністю зрозуміти свої сили, над якими він ще не володіє повним контролем.
Як показано у випуску #0 цієї серії, батько Баррі Аллена був ув'язнений за вбивство своєї дружини. Хоч докази, звиду, і вказують на провину його батька, Баррі намагається довести невинність свого батька. Вбивство сталося незабаром після того, як Баррі повернувся переможцем зі школи орфографії. Баррі помістив трофей, який він виграв, на могилі своєї матері в її пам'яті. Баррі також з'явився у другому випуску серії Ліга Справедливості, ставши постійним учасником основного складу.
Сценарист Роберт Вендітті ті Ван Дженсен і художник Бретт Бут стали новою творчою групою серії The Flash з випуску #30 (червень 2014).

### Серія №5

#### DC Rebirth
З початку DC Rebirth Баррі більше не є єдиний Флешем. Виявилось, що Воллі Вест був втрачений у Силі швидкості протягом десяти років, та зрозумів за цей час, що Баррі не несе відповідальності за зміну часової лінії після кризи «Flashpoint», насправді невідома сутність використовувала подорож Баррі в часі як можливість фундаментально змінити реальність. Наслідки недавнього сюжету Darkseid War дозволили Воллі спробувати зв'язатися зі своїми колишніми друзями в надії щоб повернутися, або попередити їх про істину, але кожна спроба змушувала його впадати далі у Силу швидкості. Зрозумівши, що навіть Лінда (його традиційна "громовідвід") не пам'ятає його, Воллі занурився в запустіння і вирішив постати перед Баррі в останній раз, щоб подякувати йому за життя, яке він дав йому. Перед тим, як Воллі зник, Баррі почав згадуваним його і витягнув з Сили швидкості. Після драматичного возз'єднання, Воллі попередив Баррі про справжнє джерело усіх змін і про грядущі небезпеки. Баррі тепер розуміє, що часова лінія не є правильною після «Flashpoint», отже, це альтернативна часова лінія. Проте, він все ще не може згадати своє життя з часів до-Флешпоїнта, наприклад, таких людей, як Джей Ґаррік, і деталі його ворожнечі з Зворотнім Флешем / Еобардом Товном (який пам'ятає свою історію до-Флешпоїнта), до того ж, Баррі пам'ятає Воллі лише зі своєї нової історії тимчасової послідовності DC Rebirth.

## Сюжет

### Серія №4 The New 52 (2011-2016)
У вересні 2011 року The New 52 перезавантажило лінійки DC Comics. У цій новій шкалі DC Comics відновила The Flash з випуском #1, з написанням і мистецтвом, обробленим Френсісом Манапулом і Брайаном Буччеллато. Як і всі назви, пов'язані з перезапуском DC, Баррі Аллен, схоже, приблизно на п'ять років молодша попереднього втілення персонажа. Супергерої в цілому з'явилися лише за останні п'ять років і розглядаються в кращому випадку з підозрою, а в гіршому-з відвертою ворожістю. У цій новій наступності шлюб Баррі з Айріс Вест ніколи не відбувся, та замість цього він знаходиться у відносинах з давнім співробітником Петті Спивот. У цій новій серії спалах все глибше проникає в силу швидкості, збільшуючи його розумові здібності, все ще намагаючись повністю зрозуміти його сили, над якими він ще не володіє повним контролем.
Як показано у випуску #0 цієї серії, батька Баррі Аллена ув'язнили за вбивство своєї матері. Хоч докази і вказують на провину його батька, Баррі намагається довести невинність свого батька. Вбивство сталося незадовго після того, як Баррі повернувся переможцем з школи орфографії, і Баррі помістив трофей, який він виграв на могилі своєї матері на честь її пам'яті. Баррі також є частиною основного складу відновленої серії Ліги Справедливості, дебютувавши у другому випуску або першій книзі серії.

#### Книга 1. Тільки вперед
Після удару блискавки та контакту з хімічними речовинами поліцейський-криміналіст Баррі Аллен з Централ-сіті перетворився на Найшвидшу Людину на Землі. Але дечого навіть йому не наздогнати. Після багаторічних пошуків помсти повертається один із найдавніших друзів Флеша. Його ні на крок не полишає невблаганна «зграя» — її чисельність зростає швидше, ніж Флеш устигає дати цьому раду. Тимчасом найзапекліший ворог Людини-блискавки замислив утечу з в’язниці суворого режиму «Айрон Гайтс». Він також хоче помститися і покінчити з Флешем із особистих мотивів, яких той поки що не бачить. 
А всередині самого героя зріють нові неймовірні сили. Незрозумілі та непередбачувані, вони чекають виходу та живляться тією самою Силою Швидкості, що змушує Флеша бігти. Вони можуть стати його найсильнішою зброєю… або найбільшим прокляттям.

#### Книга 2. Революція бунтарів
Вражений спалахом блискавки і облитий хімікатами, вчений Центральної міської поліції Баррі Аллен став найшвидшою людиною на Землі. Використовуючи енергетичне поле, зване Силою Швидкості, він застосовує свою швидкість та почуття справедливості, щоб захищати спокій світу будучи Флешем!
Злочинний Синдикат Флеша повернувся, і вони потужніші, ніж коли-небудь. Кожен з них хоче знищити саму швидку людину! Хто стоїть за їх раптовою організацією і чому вони переслідують свого колишнього лідера, Капітана Холоду? Флеш повинен думати швидше, щоб обігнати і пережити атаку!

#### Флеш. Книга 3. Війна з горилами
Його називають Королем Ґроддом. Він — правитель Горила сіті, міста дуже розумного і надзвичайно розвиненого виду мавп. Він вірить, що його обрано нести могутність Сили Швидкості, джерела дивовижних здібностей Флеша. Він вірить, що Флеш цю могутність украв. Він привів армію горил, щоб забрати її назад. 
І якщо Централ сіті доведеться зруйнувати, то так і буде. 
Щоб зупинити найстрашнішу загрозу з усіх, з якими зустрічався, Флеш мусить звернутися по допомогу до найменш імовірних кандидатів у союзники — тих самих Бунтарів, з якими бореться роками. Капітан Холод, Заклинач Погоди, Гітвейв, Майстер Дзеркал та Ґлайдер не мають вибору, окрім як битися разом з ненависним ворогом, бо якщо вторгнення Ґродда виявиться успішним, вони потраплять у рабство… разом з рештою людства. 
Чи зможуть Бунтарі й Червоний Спідстер забути про свої розбіжності, щоб встигнути врятувати Централ сіті? І навіть якщо це їм вдасться, то чи переживуть вони більшу загрозу, що готується поза полем зору — ту, що може скасувати усе, за що боровся Флеш?

#### Флеш. Книга 4. Навспак
Баррі Аллен у подобі Флеша насичується дивовижною Силою Швидкості, яка дозволяє йому рухатися, діяти й думати з надзвичайною стрімкістю. Але він не просто користується Силою Швидкості, а й сам творить її з кожним кроком. Подібний до динамо-машини, саме він і є тією могутністю, яка рухає час вперед.
Але тепер з’явився той, хто хоче обернути все навспак.
Блискавичний убивця прокрадається вулицями Централ Сіті в пошуках кожного, кого торкнулася Сила Швидкості. А отже, всі, хто має значення для Флеша, стали потенційними мішенями зловмисника. Із оберненим символом Флеша на грудях, він із кожною наступною жертвою всотує в себе дедалі більше сили. Його ціль — обернути хід часу, який підтримує Флеша.
Хто такий Навспак-Флеш? Яким жахливим чином він пов’язаний із Силою Швидкості… й Баррі Алленом? І чи зможе Флеш покласти край його шаленству, поки не пізно?

#### Флеш. Книга 5. Уроки історії
БОРИСЯ ЗА ЖИТТЯ НА ТОМУ СВІТІ!
Флеш — можливо, і найшвидша людина на Землі, але втекти від свого минулого він досі не спромігся.
Поки дух серійного вбивці, тісно пов’язаний з кривавою історією заснування Централ Сіті, вільно розгулює вулицями міста, Баррі Аллену доведеться подивитися власній трагічній історії у вічі. Коли вони зустрінуться — навіть попри те, що Флешу допомагає надприродний супергерой Мрець — бій проти фантома, який може вселятися у своїх жертв, буде непростим.
І все-таки саме цей бій має стати для багряного спідстера переможним, оскільки існує ймовірність, що цей смертоносний дух має відповідь на загадку, яку Баррі все ніяк не розгадає — убивство власної матері.

#### Флеш. Книга 6. Час збіг
Оскільки жахливому правлінню Злочинного Синдикату настав кінець, Флеш — найшвидша людина на Землі — як ніколи рішуче налаштований спіймати усіх бандитів, яких Синдикат випустив з Айрон Гайтс, і зупинити вбивцю з викраденою в опонентів Флеша зброєю. Водночас він намагається скерувати проблемного підлітка Воллі Веста на правильний шлях. Утім, Флешу здається, що з кожним сміливим порятунком і блискавичною битвою у нього лишається дедалі менше часу…  
...і ось минули роки, його час збіг. Жорстокіший і цілеспрямованіший Флеш прокладає собі дорогу назад у часі, аби виправити помилки попередника та врятувати життя, які раніше не вдалося — і то будь-якою ціною. Друзі й вороги ледве його впізнають. А все тому що він приховує жахливу таємницю про Силу Швидкості, якою живиться. Секрет, який змусив його взяти курс на зіткнення...  
із самим собою...

#### Флеш. Книга 7. Дикий світ
Флеш із майбутнього повернувся на двадцять років назад і зумів закрити розрив у Силі швидкості — тій самій наприродній енергії, яка живить його суперсилу. І хоча час і простір знову в безпеці, його дії призвели до непердбачуваних наслідків. Поки Флеш із майбутнього залишається у сьогоденні, його спантеличеного двійника затягла в розлам і полонила в собі сама Сила швидкості!
Перебравши на себе вже прожите життя, Баррі з майбутнього готується виправити свої помилки. Утім, вони встигли змінити його і зробити цього Флеша більш жорстоким... і смертоносним! Флеш із майбутнього опирається на перекручене розуміння справедливості, яке примусить тих, хто насмілився відібрати життя, дорого за це заплатити.

## Зібрані видання
| Назва                                                              | Включенні випуски | Дата публікації                     | Сторінки           |
| The Flash Archives                                                 | The Flash Archives | The Flash Archives                  | The Flash Archives |
| ------------------------------------------------------------------ | --- | ----------------------------------- | ------------------ |
| Flash Archives Volume 1                                            | Flash Comics #104 Showcase #4, 8, 13–14 The Flash (Vol. 1) #105–108 | 1996                                | 224                |
| Flash Archives Volume 2                                            | The Flash (Vol. 1) #109–116 | 2000                                | 224                |
| Flash Archives Volume 3                                            | The Flash (Vol. 1) #117–124 | 2002                                | 224                |
| Flash Archives Volume 4                                            | The Flash (Vol. 1) #125–132 | 2006                                | 216                |
| Flash Archives Volume 5                                            | The Flash (Vol. 1) #133–141 | 2009                                | 248                |
| Flash Archives Volume 6                                            | The Flash (Vol. 1) #142–150 | 2012                                | 240                |
| The Flash Chronicles                                               | |                                     |                    |
| The Flash Chronicles Volume 1                                      | Showcase #4, 8, 13–14 The Flash (Vol. 1) #105–106 | 2009                                | 160                |
| The Flash Chronicles Volume 2                                      | The Flash (Vol. 1) #107–112 | 2010                                | 160                |
| The Flash Chronicles Volume 3                                      | The Flash (Vol. 1) #113–118 | 2012                                | 160                |
| The Flash Chronicles Volume 4                                      | The Flash (Vol. 1) #119–124 | 2013                                | 160                |
| Showcase Presents: The Flash                                       | |                                     |                    |
| Showcase Presents: The Flash Volume 1                              | Flash Comics #104 Showcase #4, 8, 13–14 The Flash (Vol. 1) #105–119 | 2007                                | 512                |
| Showcase Presents: The Flash Volume 2                              | The Flash (Vol. 1) #120–140 | 2008                                | 552                |
| Showcase Presents: The Flash Volume 3                              | The Flash (Vol. 1) #141–161 | 2009                                | 520                |
| Showcase Presents: The Flash Volume 4                              | The Flash (Vol. 1) #162–184 | 2012                                | 528                |
| Showcase Presents: The Trial of the Flash                          | The Flash (Vol. 1) #323–327, 329–336, 340–350 | 2011                                | 592                |
| Серія №1 (1959-1985)                                               | |                                     |                    |
| The Flash: The Silver Age Vol. 1                                   | Showcase #4, 8, 13–14 The Flash (Vol. 1) #105–116 | 2016                                | 424                |
| The Flash: The Silver Age Vol. 2                                   | The Flash (Vol. 1) #117–132 | 2017                                | 424                |
| The Flash: The Silver Age Vol. 3                                   | The Flash (Vol. 1) #133–147 | 2018                                | 400                |
| The Flash: The Silver Age Vol. 4                                   | The Flash (Vol. 1) #148–163 | 2019                                | 384                |
| The Flash Omnibus Vol. 1                                           | Flash Comics #104 Showcase #4, 8, 13–14 The Flash (Vol. 1) #105–132 | 2014                                | 864                |
| The Flash: The Silver Age Omnibus Vol. 1                           | Showcase #4, 8, 13–14 The Flash (Vol. 1) #105–132 | 2018                                | 864                |
| The Flash: The Silver Age Omnibus Vol. 2                           | The Flash (Vol. 1) #133–163 | 2017                                | 784                |
| The Flash: The Silver Age Omnibus Vol. 3                           | The Flash (Vol. 1) #164–199 | 2018                                | 800                |
| Flash vs. The Rogues                                               | Showcase #8 The Flash (Vol. 1) #105–106, 110, 113, 117, 122, 140, 155 | 2009                                | 144                |
| DC Comics Classics Library: Flash of Two Worlds                    | The Flash (Vol. 1) #123, 129, 137, 151, 170, 173 | 2009                                | 160                |
| Flash of Two Worlds: Deluxe Edition                                | The Flash (Vol. 1) #123, 129, 137, 151, 170, 173 | 2020                                | 160                |
| The Flash: The Death of Iris West                                  | The Flash (Vol. 1) #270–284 | 2021                                | 280                |
| Серія №2 (1987–2006) Старі видання                                 | |                                     |                    |
| The Flash: Born to Run                                             | The Flash (Vol. 2) #62–65 Annual #8 80-Page Giant #1Speed Force #1 | 1999                                | 128                |
| The Flash: The Return of Barry Allen                               | The Flash (Vol. 2) #72–78 | 1996                                | 178                |
| The Flash: Terminal VelocityThe Flash: Terminal Velocity           | The Flash (Vol. 2) #0, 95–100 | 1995                                | 186                |
| The Flash: Dead Heat                                               | The Flash (Vol. 2) #108–111 Impulse #10,11 | 2000                                | 144                |
| The Flash: Race Against Time                                       | The Flash (Vol. 2) #112–118 | 2001                                | 168                |
| The Flash: Emergency Stop                                          | The Flash (Vol. 2) #130–135 | 2009                                | 144                |
| The Flash: The Human Race                                          | The Flash (Vol. 2) #136–141 Secret Origins (Vol. 2) #50 | 2009                                | 160                |
| The Flash: Wonderland                                              | The Flash (Vol. 2) #164–169 | 2007                                | 144                |
| The Flash: Blood Will Run                                          | The Flash (Vol. 2) #170–176 The Flash: Iron Heights The Flash Secret Files #3 | 2002                                | 240                |
| The Flash: Rogues                                                  | The Flash (Vol. 2) #177–182 | 2003                                | 144                |
| The Flash: Crossfire                                               | The Flash (Vol. 2) #183–191 | 2004                                | 224                |
| The Flash: Blitz                                                   | The Flash (Vol. 2) #192–200 | 2004                                | 224                |
| The Flash: Ignition                                                | The Flash (Vol. 2) #201–206 | 2005                                | 144                |
| The Flash: The Secret of Barry Allen                               | The Flash (Vol. 2) #207–211, 213–217 | 2005                                | 240                |
| The Flash: Rogue War                                               | The Flash (Vol. 2) #212, 218, 220–225 | 2006                                | 208                |
| Серія №2 (1987–2006)                                               | |                                     |                    |
| The Flash: Savage Velocity                                         | The Flash (Vol. 2) #1–18 Annual #1 | 2020                                | 480                |
| The Flash by Mark Waid Book One                                    | The Flash (Vol. 2) #62–68 Annual #4–5 Flash Special #1 | 2016                                | 368                |
| The Flash by Mark Waid Book Two                                    | The Flash (Vol. 2) #69–79 Annual #6 Green Lantern (Vol. 3) #30–31, 40 | 2017                                | 432                |
| The Flash by Mark Waid Book Three                                  | The Flash (Vol. 2) #80–94 | 2017                                | 368                |
| The Flash by Mark Waid Book Four                                   | The Flash (Vol. 2) #0, #95–105 Annual #8 | 2018                                | 368                |
| The Flash by Mark Waid Book Five                                   | The Flash (Vol. 2) #106–118 Impulse #10–11 | 2018                                | 368                |
| The Flash by Mark Waid Book Six                                    | The Flash (Vol. 2) #119–129 Green Lantern and The Flash: Faster Friends Flash Plus Nightwing #1 material from Showcase '96 #12 DC Universe Holiday Bash #1 | 2019                                | 440                |
| The Flash by Grant Morrison & Mark Millar                          | The Flash (Vol. 2) #130–141 Green Lantern (Vol. 3) #96 Green Arrow (Vol. 2) #130 material from The Flash 80-Page Giant #1 JLA Secret Files #1 | 2016                                | 334                |
| The Flash by Mark Waid Book Seven                                  | The Flash (Vol. 2) #142–150, #1000000 The Life Story of the Flash material from The Flash Secret Files #1 Speed Force #1 The Flash 80-Page Giant #1 | 2020                                | 448                |
| The Flash by Mark Waid Book Eight                                  | The Flash (Vol. 2) #151–163 Annual #12 The Flash Secret Files #2 | 2021                                | 400                |
| The Flash By Geoff Johns Book One                                  | The Flash (Vol. 2) #164–176 The Flash: Iron Heights #1 | 2015                                | 368                |
| The Flash By Geoff Johns Book Two                                  | The Flash (Vol. 2) #177–188 The Flash: Our Worlds at War #1 The Flash Secret Files #3 DC First: Flash/Superman #1 | 2016                                | 408                |
| The Flash By Geoff Johns Book Three                                | The Flash (Vol. 2) #189–200 | 2016                                | 350                |
| The Flash By Geoff Johns Book Four                                 | The Flash (Vol. 2) #201–213 | 2017                                | 320                |
| The Flash By Geoff Johns Book Five                                 | The Flash (Vol. 2) #214–225, #1/2 Wonder Woman (Vol. 2) #214 | 2018                                | 336                |
| The Flash Omnibus by Geoff Johns Volume 1                          | The Flash (Vol. 2) #164–176 The Flash: Our Worlds at War #1 The Flash: Iron Heights The Flash Secret Files #3 | 2011                                | 448                |
| The Flash Omnibus by Geoff Johns Volume 2                          | The Flash (Vol. 2) #177–200 DC First: Flash/Superman #1 | 2012                                | 648                |
| The Flash Omnibus by Geoff Johns Volume 3                          | The Flash (Vol. 2) #201–225 Wonder Woman vol.2 #214 | 2012                                | 656                |
| The Flash: The Fastest Man Alive (2007–2008)                       | |                                     |                    |
| The Flash: The Fastest Man Alive: Lightning in a Bottle            | Flash: The Fastest Man Alive #1–6 | 2007                                | 144                |
| The Flash: The Fastest Man Alive: Full Throttle                    | Flash: The Fastest Man Alive #7–13 All-Flash #1 a story fromDCU Infinite Holiday Special #1 | 2007                                | 208                |
| Серія №2 продовження (2007–2008)                                   | |                                     |                    |
| The Flash: The Wild Wests                                          | The Flash (Vol. 2) #231–237 | 2008                                | 160                |
| Серія №3 (2010–2011)                                               | |                                     |                    |
| The Flash: Rebirth                                                 | The Flash: Rebirth #1–6 | Hardcover:2010 Softcover:2011       | 168                |
| The Flash Vol. 1: The Dastardly Death of the Rogues                | The Flash (Vol. 3) #1–8 The Flash Secret Files 2010 | Hardcover:2011Softcover:2012        | 228                |
| The Flash Vol. 2: The Road to Flashpoint                           | The Flash (Vol. 3) #9–12 | Hardcover:2011Softcover:2012        | 128                |
| The Flash by Geoff Johns Book Six                                  | Final Crisis: Rogues' Revenge #1–3 The Flash: Rebirth #1–6 Blackest Night: The Flash #1–3 | 2019                                | 384                |
| Серія №4 (The New 52)                                              | |                                     |                    |
| The Flash: Move Forward Флеш. Книга 1. Тільки вперед               | The Flash (Vol. 4) #1-8 | 2012 2019                           | 192 192            |
| The Flash: Rogues Revolution Флеш. Книга 2. Революція бунтарів     | The Flash (Vol. 4) #0 The Flash (Vol. 4) #9-12 The Flash Annual (Vol. 4) #1 | 2013 2020                           | 176 168            |
| The Flash: Gorilla Warfare Флеш. Книга 3. Війна з горилами         | The Flash (Vol. 4) #13-19 | 2014 2019                           | 176 176            |
| The Flash: Reverse Флеш. Книга 4. Навспак                          | The Flash (Vol. 4) #20-25 | 2014 2019                           | 176 176            |
| The Flash: History Lessons Флеш. Книга 5. Уроки Історії            | The Flash Annual (Vol. 4) #2 The Flash (Vol. 4) #26-29 | 2015 2020                           | 144 144            |
| The Flash: Out of Time Флеш. Книга 6. Час збіг                     | The Flash Annual (Vol. 4) #3 The Flash (Vol. 4) #30-35 The Flash: Futures End #1 | 2015 2021                           | 208 208            |
| The Flash: Savage World Флеш. Книга 7. Дикий Світ                  | The Flash (Vol. 4) #36-40 The Secret Origins (Vol. 3) #7 | 2016 2022                           | 144 144            |
| The Flash: Zoom Флеш. Книга 8. Зум                                 | The Flash Annual (Vol. 4) #3 The Flash (Vol. 4) #41-47 | 2016 -                              | 224                |
| The Flash: Full Stop Флеш. Книга 9. Повний стоп                    | The Flash (Vol. 4) #48-52 | 2016 -                              | 168                |
| The Flash by Francis Manapul and Brian Buccellato Omnibus          | The Flash (Vol. 4) #0–25, #23.1: Grodd #1, #23.2: Reverse-Flash #1, #23.3: The Rogues #1 The Flash Annual (Vol. 4) #1-2 | 2016                                | 709                |
| The Flash: Starting Line (DC Essential Edition)                    | The Flash (Vol. 4) #0–12 The Flash Annual #1 | 2018                                | 344                |
| DC Відродження та Infinite Frontier                                | |                                     |                    |
| The Flash: Lightning Strikes Twice Флеш: Блискавка б'є двічі       | The Flash: Rebirth #1 The Flash (Vol. 5) #1-8 | 2017                                | 216                |
| The Flash: Speed of Darkness Флеш: Швидкість темряви               | The Flash (Vol. 5) #9-13 | 2017                                | 128                |
| The Flash: Rogues Reloaded Флеш: Перезавантаження бунтарів         | The Flash (Vol. 5) #14-20 | 2017                                | 168                |
| Batman/The Flash: The Button Бетмен/Флеш: Кнопка                   | Batman (Vol. 3) #21-22 The Flash (Vol. 5) #21-22 | 2017                                | 104                |
| The Flash: Running Scared Флеш: Наляканий біг                      | The Flash (Vol. 5) #23-27 | 2017                                | 136                |
| The Flash: Negative Флеш: Негатив                                  | The Flash (Vol. 5) #28-32 | 2018                                | 128                |
| The Flash: Cold Day In Hell Флеш: Холодний день у пеклі            | The Flash (Vol. 5) #34-38 Flash Annual (Vol. 5) #1 | 2018                                | 128                |
| The Flash: Perfect Storm Флеш: Ідеальний шторм                     | The Flash (Vol. 5) #39-45 | 2018                                | 184                |
| The Flash: Flash War Флеш: Війна Флешів                            | The Flash (Vol. 5) #46-51 Flash Annual (Vol. 5) #1 | 2018                                | 160                |
| The Flash: Reckoning of the Forces Флеш: Розрахунок сил            | The Flash (Vol. 5) #52-57 | 2019                                | 160                |
| The Flash: Force Quest Флеш: Завдання сили                         | The Flash(Vol. 5) #58-63 | 2019                                | 144                |
| The Flash: The Greatest Trick of All Флеш: Найбільший трюк з усіх  | The Flash(Vol. 5) #66-69 Flash Annual(Vol. 5) #2 | 2020                                | 144                |
| The Flash: Year One Флеш: Рік перший                               | Flash(Vol. 5) #70-75 | 2019                                | 168                |
| The Flash: Death and the Speed Force Флеш: Смерть і Сила Швидкості | The Flash(Vol. 5) #76-81 | 2020                                | 144                |
| The Flash: Rogues Reign Флеш: Правління Бунтарів                   | The Flash(Vol. 5) #82-87 | 2020                                | 152                |
| The Flash: The Flash Age Флеш: Епоха Флеша                         | The Flash(Vol. 5) #88 The Flash #751-755 Flash Annual(Vol. 5) #3 the lead story from issue #750 | 2021                                | 216                |
| The Flash: Finish Line Флеш: Фінішна лінія                         | The Flash #756-762 | 2021                                | 168                |
| The Flash: Wally West Returns Флеш: Воллі Вест повертається        | The Flash #763-771 The Flash 2021 Annual #1 | 2022                                | 280                |
| The Flash: Eclipsed Флеш: Затьмарений                              | The Flash #772-779 | 2022                                | 216                |
| Heroes In Crisis: The Price and Other Stories                      | The Flash (Vol. 5) #64–65 Annual #2 Batman (Vol. 3) #64–65 Green Arrow (Vol. 6) #45, 48–50 | 2019                                | 248                |
| The Rebirth Deluxe Edition Book 1                                  | The Flash: Rebirth #1 The Flash (Vol. 5) #1–13 | 2017                                | 336                |
| The Rebirth Deluxe Edition Book 2                                  | The Flash (Vol. 5) #14–27 | 2018                                | 244                |
| The Rebirth Deluxe Edition Book 3                                  | The Flash (Vol. 5) #28–38 Annual #1 DC Universe Holiday Special #1 | 2018                                | 264                |
| Інші видання                                                       | |                                     |                    |
| Greatest Flash Stories Ever Told                                   | Flash Comics #1, 66, 86 Comic Cavalcade #24 Showcase #4 The Flash (Vol. 1) #107, 113, 119, 124–125, 137, 143, 148, 179 DC Special Series #1 The Flash (Vol. 2) #2 | Hardcover:1990 Softcover:1992       | 288                |
| Flash: The Greatest Stories Ever Told                              | Flash Comics #86, 104 The Flash (Vol. 1) #123, 155, 165, 179 DC Special Series #11 The Flash (Vol. 2) #91 | 2007                                | 208                |
| Flash: A Celebration of 75 Years                                   | Flash Comics #1, 104 All-Flash #31 Showcase #4 The Flash (Vol. 1) #110, 123, 125, 174, 215, 233, 275 Superman #199 Crisis on Infinite Earths #8 The Flash (Vol. 2) #1, 0, 225 Secret Origins Annual #2 Flash: The Fastest Man Alive #1 Flash: Rebirth #1 Flashpoint #5 Flash (Vol. 3) #9  | 2015                                | 472                |
| The Flash: 80 Years of The Fastest Man Alive The Deluxe Edition    | Flash Comics #1, 89, 96 Showcase #4 The Flash (Vol. 3) #106, 110, 123, 155, 275, 300 The Flash (Vol. 2) #54, 91, 133, 182 The Flash (Vol. 4) #0 DC Holiday Special 2017 "Hope for the Holidays" The Flash Giant (Vol. 1) #2 "previously unpublished story" The Flash: Strange Confession" | 2019                                | 400                |
| Flash Rogues: Captain Cold                                         | Showcase #8 The Flash (Vol. 1) #150, 297 The Flash (Vol. 2) #28, 182 Flashpoint: Citizen Cold #1 Flash (Vol. 3) #6, 17 Flash Secret Files #3 | 2018                                | 160                |
| Flash Rogues: Reverse-Flash                                        | The Flash (Vol. 1) #139, 283 The Flash (Vol. 2) #197 The Flash vol.3 #8 The Flash (Vol. 4) #23.2 The Flash (Vol. 5) #25 Batman (Vol. 3) #21 an entry fromWho's Who: The Definitive Directory of the DC Universe #19                                                                       | 2019                                | 168                |
| Superman vs. The Flash                                             | Superman #199 The Flash (Vol. 1) #175 World’s Finest Comics #198–199 DC Comics Presents #1–2 | 2005                                | 208                |
| Wonder Woman: The Cheetah                                          | Wonder Woman (Vol. 1) #6, 274–275 Wonder Woman (Vol. 2) #9, 214 The Flash (Vol. 2) #219 Justice League (Vol. 2) #13–14 Wonder Woman (Vol. 3) #23.1 Wonder Woman (Vol. 5) #8 | 2020                                | 216                |
| Justice League: Endless Winter                                     | Justice League: Endless Winter #1–2 The Flash (Vol. 1) #767 Superman: Endless Winter Special #1 Aquaman vol. 8 #66 Justice League (Vol. 4) #58 Teen Titans: Endless Winter Special #1 Justice League Dark (Vol. 2) #29 Black Adam: Endless Winter Special #1                              | 2021                                | 232                |
| Life Story of the Flash                                            | Original Graphic Novel | Hardcover:1997 Softcover:1998       | 96                 |
| Flash & Green Lantern: The Brave and the Bold                      | Flash and Green Lantern:The Brave and the Bold #1–6 | Softcover: 2001 Deluxe Edition:2019 | 144                |
| Flash: Mercury Falling                                             | Impulse #62–67 | 2009                                | 144                |
| Flash: Season Zero                                                 | Flash: Season Zero #1–12 | 2015                                | 264                |